# 大連北駅
大連北駅（だいれんきた-えき）は、中華人民共和国遼寧省大連市甘井子区にある、中国鉄路総公司(CR)の駅。大連駅から13.1km、南関嶺駅から瀋陽寄り2.8kmの地点に位置する。2012年12月1日に哈大旅客専用線開業と同時に開業した。
本項では、近接する大連地下鉄の大連北駅（だいれんきたえき）についても記述する。また、過去に同名を名乗る貨物駅が存在することから、本稿にて後述する。

## 概要
大連北駅は CRH型車両を使用した哈大旅客専用線の列車のみが発着し、既存の大連駅は哈大旅客専用線の列車の一部と瀋大線の列車が発着する。瀋大線の列車は大連北駅構内を経由するが、2往復半を除き殆どが通過扱いとなっている。2015年には丹大都市間鉄道も乗り入れを開始。同じく2015年には大連地下鉄1号線も乗り入れたことで都市内への鉄道アクセスが完成。2022年には大連地下鉄2号線も乗り入れ、大連周水子国際空港と直接アクセスができるようになった。将来は大連地下鉄13号線も乗り入れる計画である。

### 利用可能な鉄道路線
中国鉄路総公司
哈大旅客専用線
丹大都市間鉄道
大連地下鉄
■1号線
■2号線

## 歴史
大連駅は、1930年代に建設された後に幾次の拡張・改造を経たが、旅客の需要を満たすには至っておらず、市内中心部に位置する為もはや拡張の余地が無い。哈大旅客専用線の運行にあたり、専用線が敷設されない大連市街地の瀋大線の線路容量も余裕が無い。これらの理由により、市北部の南関嶺地区に哈大旅客専用線用の新しい鉄道駅を建設することが決定された。この駅は「新大連駅」「南関嶺新駅」などの複数の仮称を有していたが、2010年7月9日、駅名を「大連北駅」とすることが正式決定された。建設費は15億4千万元と見込まれている。大連北駅-大連駅間の既存の軌道は、貨客両用線から旅客専用線に改造される計画となった。
- 2010年3月17日 - 起工
- 2010年7月9日 - 駅名正式決定
- 2012年12月1日 - 開業

### 大連東駅（旧大連北駅）

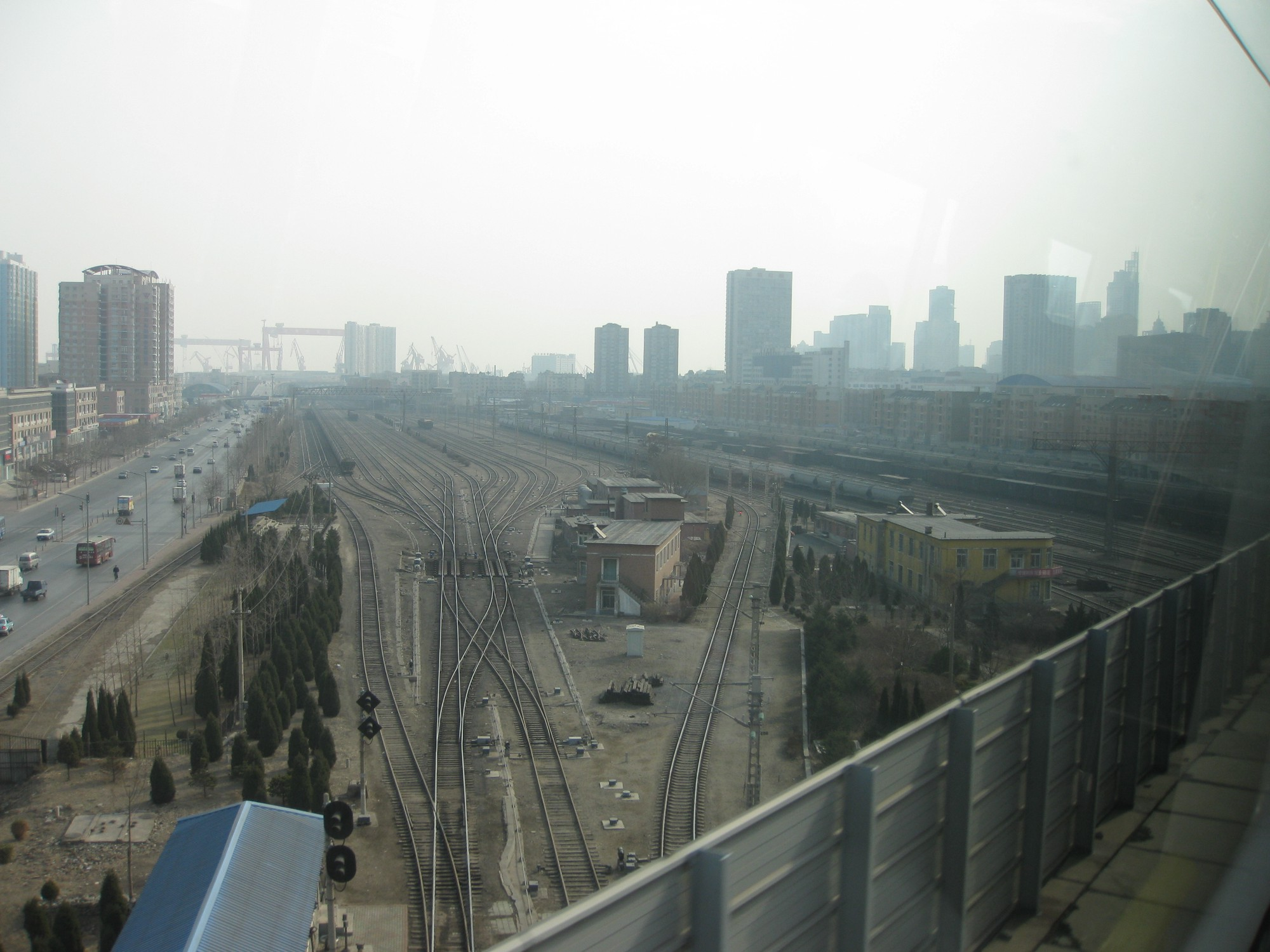
大連東駅構内

かつて大連駅の北約3kmの位置にある貨物駅が大連北駅という名称であった。瀋陽鉄路局大連鉄道分局の管轄する1等駅である。日本統治時代の昭和4年（1929年）に起工し大同元年（1932年）に開業した。日本時代の駅名は入船駅であった。車扱、コンテナ貨物の発着、車扱貨物発送前の保管を行い、危険物貨物は取り扱わない。
2010年に旅客駅の大連北駅の開業に伴い、大連東駅へ駅名改称した。

## 駅構造

### 中国鉄路総公司
駅舎建築面積は68,512平米で、地階(出口改札)、プラットフォーム階、高架の待合室階（入口改札）の3階建て。プラットフォーム覆いの面積は73,734平米、南北のコンコースは付帯設備を含め14,535平米となっている。ホーム10面、発着線20線。南北に駅前広場を有する。

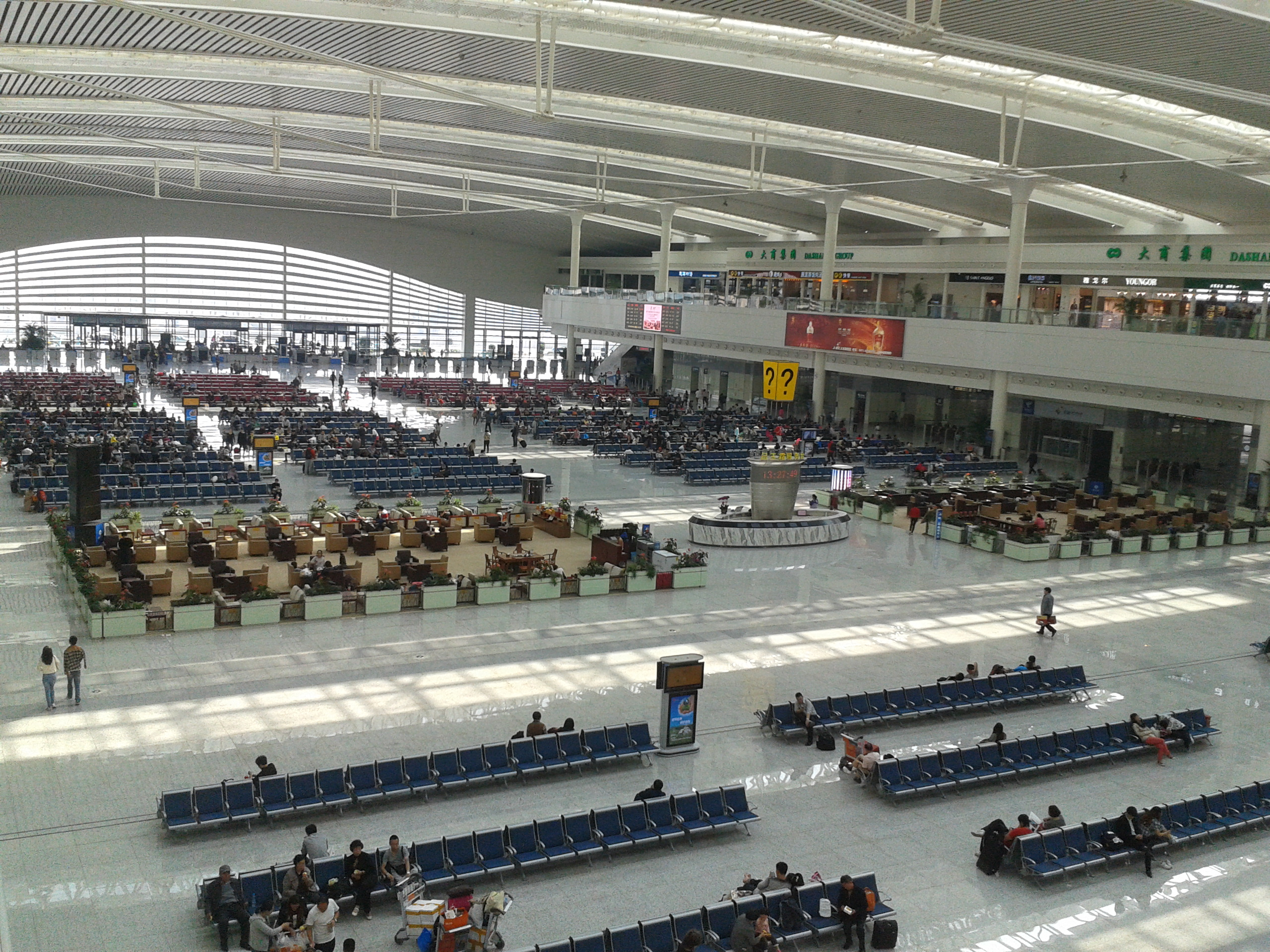
待合室
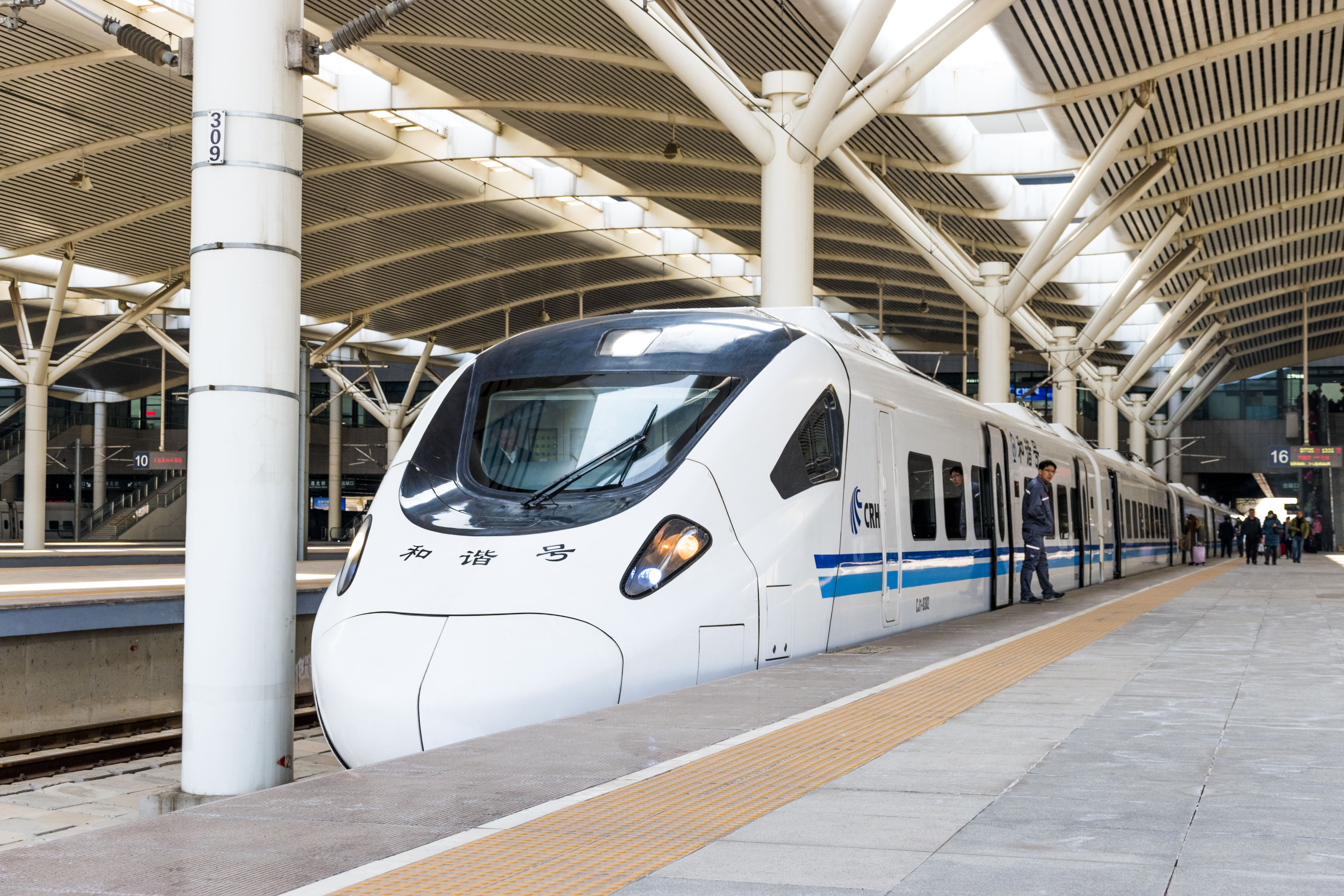
プラットフォーム

### 大連地下鉄
地下駅。

## 隣の駅
中国鉄路総公司
哈大旅客専用線
普湾駅 - 大連北駅 - 大連駅
丹大都市間鉄道
金州駅 - 大連北駅 - 南関嶺駅
大連地下鉄
■1号線
姚家駅 - 大連北駅 - 華北路駅
■2号線
大連北駅 - 南関嶺駅